# アルフレッド・デュヴォセル
アルフレッド・デュヴォセル（Alfred Duvaucel, marquis de Castelnau 、1793年2月4日 - 1824年8月）は、パリに生まれインドのマドラスで死没したフランスの博物学者であり探検家。ジョルジュ・キュヴィエの義理の息子。

## 生涯
1793年2月4日、パリ郊外のビエーヴル（セーヌエオワーズ、現在はエソンヌ県）で生まれた。
父親ルイ・フィリップ・アレクサンドル・デュヴォセルは、カステルノー侯爵（1749-1794）であり、フランス革命の恐怖の中で1794年5月8日に断頭台で処刑された。同日時に処刑されたラヴォアジェ同様、国王に代わって収入を集めるための「徴税請負人」として従事していた。
母親アン・マリー・ソフィー・コケ・デュトラゼール（1764-1849）は、未亡人となった後ジョルジュ・キュヴィエと再婚する。
アルフレッドは次男として生まれ、1人の姉と2人の兄弟がいた。テレーム（1788-1809）、アントワネット・ソフィー・ローレ（1789-1867）、マーシャル (1794-1871)とされる。
「動植物と深い関わりをもって活動する者」として東インド諸島で活動：
1817年12月に船でセーヌ川を下り、1818年5月にはカルカッタに着いた。数か月後にピエール・ディアールと出会ったのち、二人はシャンデルナゴルを拠点に家を借り、仮の博物館とした。そこでは室内で剥製や標本を保管する一方、庭では植物を植えると共に池では水鳥と魚を飼育した。数か月過ぎるとほぼ周辺で見つかる動植物すべての種類を集まり、1818年6月にはパリの自然史博物館に標本を送った。1818年12月にはトーマス・ラッフルズの誘いでスンダ列島などの探検を行い、ペナン、シンガポールなどを巡った。イギリス人との旅はあまり生産性がなかったが英語の勉強のためもあり続けた。アチェでは荷物が奪われるなどしたが、マラッカではクマやサルを始め珍しい鳥なども採取でき、1819年8月再びシンガポールへ戻った。そこでトーマス・ラッフルズとは契約上のトラブルが発覚し決別した。その後二人は別々に探検を行うこととし、再会を期してディアールはバタヴィアへデュヴォセルはパダンへ旅立つ。
1820年にカルカッタに戻ったときにはバク、サイ、シカ、サル類、爬虫類など大量の標本が集まり、1820年から1821年にかけて博物館へ標本を送った。 1821年7月22日新たな場所での調査を行うためシャンデルナゴルを旅立った。8月16日にガンジス川を航海して8月27日にダッカを経由し、大きな動物学的収穫をしてシレットに戻った。彼は12月までそこにとどまったが、1822年と1823年をベナレスとカトマンズで過ごす予定であった。1823年1月25日サイに襲われ、骨折はせず筋肉の損傷も見られなかったが、血を吐き呼吸が苦しくなるなど傷は悪化した。それ以前からのブルセラ病などの感染症の影響もあり病状は一進一退を繰り返し、その後も熱をおして探検などを行うものの気力も失せ、カルカッタへ戻った。医師の忠告により治療のためパリへの帰途に就くが、途中の寄港地マドラスで1824年8月に亡くなる。享年31歳だった。

## 業績
東インド会社の最高評議会のメンバーとの口約束のもと、ディアールと共に東インド会社によって組織されたトーマス・ラッフルズが計画したスンダの島の探検に参加した。書面契約でなかったことなどで、二人がフランスへ標本類を送ったことや賃金の支払いなどでトラブルとなりトーマス・ラッフルズらとの契約は破棄となり、探検におけるコレクション、メモ、および図面の大半は東インド会社の所有となってイギリスに送られ、ラッフルズコレクションの一部となっている。

## 献名
ジョルジュ・キュヴィエが献名したバラシンガジカCervus duvauceliiの他、Duvaucel's gecko, Hoplodactylus duvauceliiなど、昆虫類からイカ、魚、両生類、鳥、哺乳類と多様な種類の動物名に献名されている。
- Cervus duvaucelii
- Harpactes duvaucelii
- Vanellus duvaucelii
- Naemorhedus duvaucelii
- Pachysoma duvaucelii
- Psichotoe duvauceli
- Megalaima australis duvaucelii
- Bubutus duvaucelii
- Loligo duvaucelii
- Hoplodactylus duvaucelii
- Macrocera duvaucelii
- Rohita duvaucelii
- Barbus duvaucelii
- Leuciscus duvaucelii
- Cyanops duvauceli robinsoni * Felis Duvaucelli * Chondrostoma duvaucelii